# مولد القلق
مولد القلق أو مسبب القلق أو محدث القلق أو مولد الذعر أو مسبب الذعر هو وصف لأي مادة تسبب القلق. ويتناقض هذا التأثير مع الأدوية المضادة للقلق، التي تمنع القلق. ويمكن الإشارة إلى هذه الفئات من المركبات ذات التأثير النفسي مجتمعة باسم مواد مؤثرة للقلق.
يمكن مثلا قياس التأثيرات المسببة للقلق من خلال اختبار اللوحة المثقوبة في الفئران والجرذان. يتم استخدام عدد من المواد لإثارة القلق أو الذعر في النماذج التجريبية.